# 케빈 다니엘스

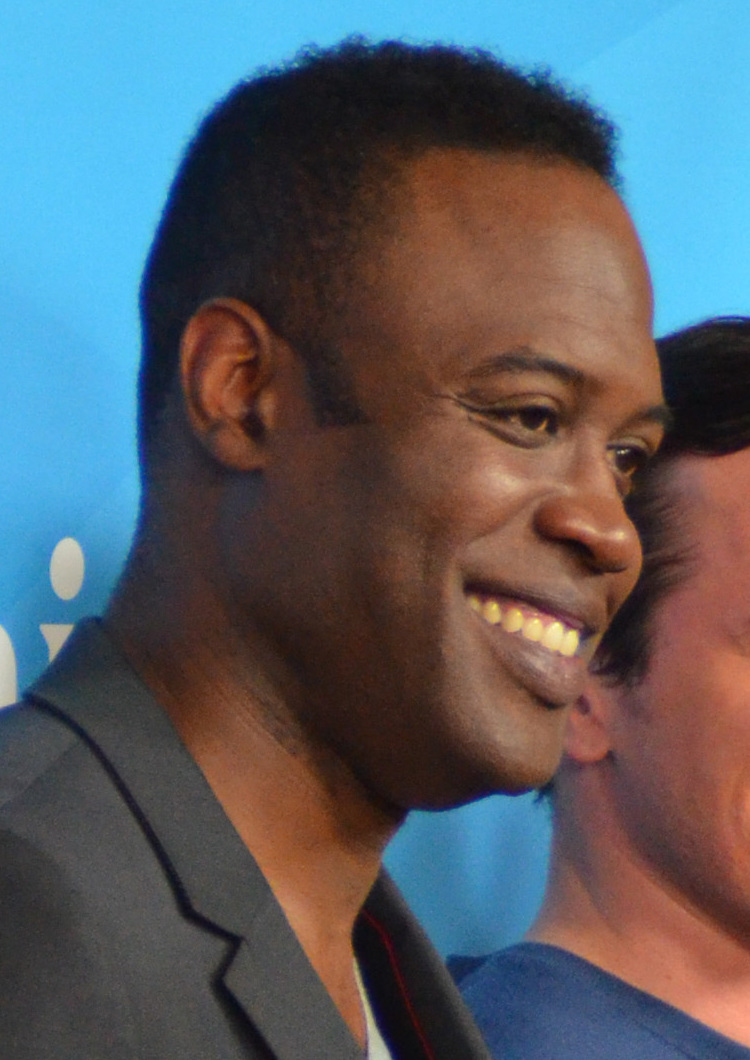

케빈 다니엘스(Kevin Daniels, 1976년 12월 9일 ~ )는 미국의 배우이다.
샌디에이고에서 태어났다.

## 출연 작품
- 사이렌스 (2014년)
- 원 크리스마스 이브 (2014년) - 레지 역
- 맥카닉: 마지막 추격 (2013년)
- 브로큰 (2006, Broken)
- 그들의 눈은 신을 보고 있었다 (2005년)
- 아일랜드 (2005년)
- 래더 49 (2004년)
- 웨이 오프 브로드웨이 (2001년)
- 케이트 앤 레오폴드 (2001년)
- 다리아 (1997년)

### 텔레비전
- 법과 질서 (1990년)
- Out of Practice (2005년)